# George Wheler

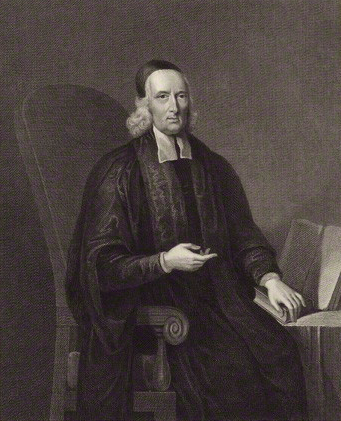
Sir George Wheler, Stich von William Bromley (1769–1842)

Sir George Wheler (geboren am 20. Januar 1651 in Breda; gestorben am 15. Januar 1724 in Durham) war ein englischer Botaniker und Forschungsreisender sowie Geistlicher der Church of England.
George Wheler brach 1673 sein Studium am Lincoln College in Oxford ab und begab sich auf seine Grand Tour. Im Jahr 1675 lernte er während der Tour Jacob Spon kennen, mit dem zusammen er in den Jahren 1675/76 die erste von rein archäologischen Interessen geleitete Reise der Neuzeit nach Griechenland unternahm. Während dieser Reise widmete er sich jedoch nicht nur den Altertümern, sondern ausführlich der Pflanzenwelt und brachte einige bislang unbekannte Pflanzen mit nach England.
Zurück in England, heiratete er und trat in den Dienst der Kirche, zuletzt von 1709 bis zu seinem Tod als Pastor in Houghton-le-Spring im County Durham, weit im Nordosten Englands. Den Mietern seiner Besitzungen im Londoner Stadtteil Spitalfields errichtete er 1693 eine Kirche, in Houghton-le-Spring gründete er eine Armenschule für Mädchen. Außer seinem Reisebericht veröffentlichte er Werke christlich bestimmten Inhalts, unter anderem ein unter dem Einfluss Mary Astells entstandenes Buch, in dem er sich dem Thema der protestantischen Klöster zuwandte.
Bereits zur Zeit seiner Ordination um 1683 schenkte er seine von der Reise mitgebrachten Antiquitäten und Inschriften der Universität Oxford. Die ebenfalls während der Reise erworbenen Handschriften und Münzen sowie seine Pflanzensammlung vermachte er testamentarisch verschiedenen Institutionen. Das Lincoln College erhielt auf diesem Weg die Handschriftensammlung, die mit dem sogenannten Lincoln College Typikon die besonders kostbare, aus dem frühen 14. Jahrhundert stammende Gründungsurkunde des Bebaia-Elpis-Klosters von Konstantinopel umfasste.
Sein Reisebericht A Journey into Greece aus dem Jahr 1682 vermittelt – ebenso wie der bereits 1678 publizierte Bericht Spons – noch heute wichtige Kenntnisse und Details zu den griechischen Altertümern. Das Werk, mit dem er in den gelehrten Kreisen ganz Europas bekannt wurde, war lange Zeit umstritten. Man warf George Wheler vor, letztlich nur bei Jacob Spon abgeschrieben zu haben. Doch wurde früh die ihm eigene Beobachtungsgabe anerkannt, so dass seinem Werk bisweilen der Vorrang gegenüber dem Spons eingeräumt wurde. Die jüngere Forschung wendet sich George Wheler vor allem als frühem Reisenden zu und beschäftigt sich mit den gesellschaftlichen und persönlichen Bedingungen, unter denen er seine Reise durchgeführt hatte.

## Leben

### Lebensdaten
Die Lebensdaten werden in Publikationen, die sich mit George Wheler befassen, in drei Varianten angegeben: 1650–1723, 1650–1724 oder 1651–1724. Grundlage für diese unterschiedlichen Angaben ist der Umstand, dass George Wheler sowohl in einem Januar geboren wurde als auch starb. Somit fallen seine Lebensdaten in den Zeitraum, der die entscheidende Differenz zwischen englischen Datumsangaben nach „altem“ und „neuem Stil“ umfasst. Bis zum Chesterfield’s Act vom Jahr 1750 und der folgenden Einführung des Gregorianischen Kalenders 1752 galt in England der Julianische Kalender und das bürgerliche Jahr begann am 25. März, dem Lady Day. In vielen europäischen, vor allem den katholischen Staaten begann das Kalenderjahr jedoch seit der Einführung des Gregorianischen Kalenders im späten 16. Jahrhundert am 1. Januar, die entsprechende Jahreszählung galt als „neuer Stil“, um sie vom „alten Stil“ abgrenzen zu können. Bereits unter Elisabeth I. ging man daher in England dazu über, für Grenzfälle beide Jahresangaben anzuführen, zum Beispiel durch Darstellung beider Jahre als Bruch.
George Wheler wurde nach eigenen Angaben am 20. Januar 1650 „alten Stils“ geboren, was dem 20. Januar 1651 „neuen Stils“ entspricht. Sein Todesdatum wird auf seinem Epitaph wie folgt angegeben: obiit 18 cal. Feb. anno Domini 1723–4, anno aetatis 74 („gestorben 18 Tage vor den Kalenden des Februar [= 15. Januar] 1723 oder 1724, im 74. Lebensjahr“). Das Todesjahr wird sowohl nach altem als auch nach neuem Stil mitgeteilt und fällt folglich in das Jahr 1724 unserer Zeitrechnung. Demnach beziehen sich die Angaben 1650–1723 auf die seit dem späten 18. Jahrhundert tradierten Lebensdaten nach altem Stil, während die von Robert W. Ramsey stammenden Jahreszahlen 1650–1724 beide Stile mischt. Bei den von Nigel Guy Wilson eingeführten Jahresangaben 1651–1724 nach moderner Zeitrechnung wird auf eine proleptische Umrechnung mit Anpassung auch der Kalendertage an den Gregorianischen Kalender verzichtet.

### Kindheit und Studium
George Wheler war der Sohn von Charles Wheler und dessen Frau Anne, der Tochter von John Hutchin of Egerton. Charles Wheler war Colonel der Life Guards und Anhänger der Royalisten im Englischen Bürgerkrieg. Die aus Tottenham, Middlesex, stammende Familie teilte zur Zeit von Georges Geburt das Exil des späteren Königs von England, Charles II. George Wheler wurde daher im niederländischen Breda geboren. Im Jahr 1652 konnte die Familie nach England zurückkehren und ließ sich in Charing, Kent, nieder. Wheler besuchte zunächst die Schulen in Ashford und Wye. Anschließend erhielt er Privatunterricht. Er war von schwächlicher Konstitution und mied sportliche Aktivitäten, entwickelte aber früh ein lebenslanges Interesse am Gärtnern, an Pflanzen und Blumen. Er begeisterte sich für Mechaniken, war ein geübter Bastler und baute, nachdem er das Cembalospielen erlernt hatte, ein eigenes Instrument.

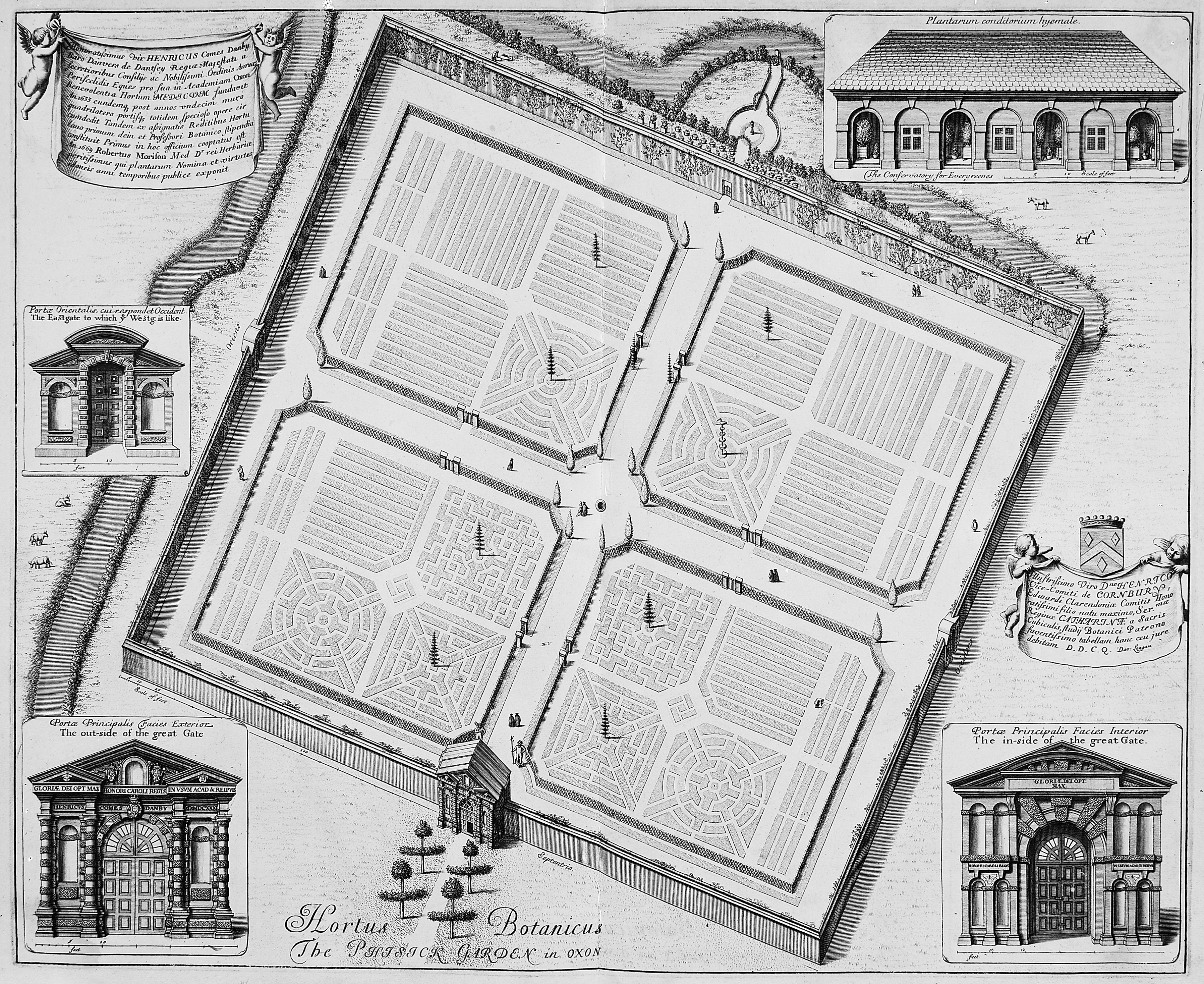
Botanischer Garten in Oxford, 1675

Ein Erbe aus dem Nachlass von Sir William Wheler of Westminster ermöglichte den Besuch des Lincoln College der Universität Oxford, an dem er sich am 31. Januar 1668 auf Empfehlung von Job Hood, dem Sohn des College-Rektors, immatrikulierte. In Oxford zeigte er eine schwärmerische Neigung zu heraldischen Themen und Waffen, pflegte seine Leidenschaft für Pflanzen und besuchte regelmäßig den botanischen Garten, damals noch ein Physic garden, einen Apothekergarten. Er las viel, beschäftigte sich auch mit modernen Autoren, etwa mit René Descartes.
Der Tod der Witwe von William Wheler im Jahr 1670 und die unmittelbar einsetzenden Streitigkeiten um das Testament gefährdeten die langfristige finanzielle Unabhängigkeit von Charles Wheler und Georges weiteres Studium. Charles Wheler und in der Erbfolge George Wheler sollten dem letzten Willen William Whelers zufolge nach dem Tod seiner Frau einen Teil der unter anderem in Spitalfields gelegenen Besitzungen des Wheler estate erhalten. Dies wurde von Sir Charles Wheler of Birdingbury (um 1620–1683), dem Mitglied eines anderen Familienzweiges, angefochten. Um seinen Vater im anstehenden Prozess um das Erbe unterstützen zu können, wechselte George Wheler zum Studium der Rechtswissenschaft in Oxford und wurde am 4. Juli 1671 zum Studium am Middle Temple in London, einer der vier englischen Anwaltskammern, zugelassen. Zwar konnte sich George – der seine Zeit nun zwischen Oxford und London teilte – für Rechtswissenschaft nicht begeistern, doch endete der Prozess im Sommer 1673 zu Gunsten seiner Familie und sicherte seine eigene finanzielle Unabhängigkeit. Einem Vorhaben folgend, das er bereits in jungen Jahren ins Auge gefasst, aber an seine finanzielle Absicherung gebunden hatte, fing er an, eine Reise zu planen, und weihte seinen Tutor am Lincoln College, George Hickes (1642–1715), ein, der ihn begleiten sollte.
George Wheler brach sein Studium ab und verließ ohne Abschluss die Universität. Am 15. Oktober 1673 trat er die Reise an, die ihn erst im November 1676 zurück nach England führte. Zwei Jahre bereiste er Frankreich und Italien, bevor er im Juni 1675 in Begleitung Jacob Spons nach Konstantinopel und Griechenland aufbrach. Als er nach England zurückkehrte, hatte er die Grundlage für eine anhaltende Bekanntheit in gelehrten Kreisen Englands und Kontinentaleuropas gelegt.

### Ehe und Kirchendienst

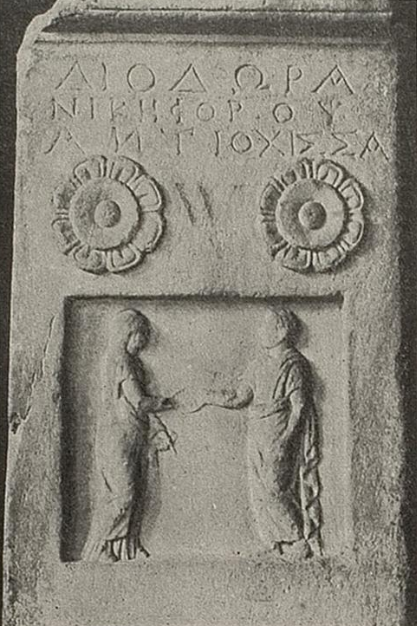
Grabstele der Diodora, 4. Jahrhundert v. Chr., Ashmolean Museum, Oxford, aus der Sammlung George Wheler

Nach seiner Rückkehr heiratete Wheler im Jahr 1677 Grace Higgons (um 1662–1703), die Tochter des Diplomaten Thomas Higgons. Im selben Jahr wurde er am 13. Dezember Fellow der Royal Society, die ihn jedoch 1685 wieder ausschloss. Seine eigenen Interessen wandten sich einer kirchlichen Laufbahn zu. Ältestes Zeugnis seiner religiös bestimmten Weltsicht ist seine 1682 veröffentlichte Reisebeschreibung, die er nach eigenen Angaben aus Sicht eines christlichen Reisenden schrieb. Die Zerstörungen der frühchristlichen Kirchen in Ephesos und Pergamon hatten ihn erschüttert und die Ruinen Pergamons sah er als Strafe Gottes gegen die Sünder. Bereits vor Drucklegung seines Journey hatte er seine aus Griechenland mitgebrachten Inschriften der Universität Oxford vermacht. Sie fanden neben den seinerzeit berühmten Marmora Arundeliana & Seldeniana Aufstellung, wie er nicht ohne Stolz berichtet. Im Jahr 1683 schenkte er der Universität seine Sammlung antiker Skulpturen. Unter den Stücken befinden sich Votiv- und attische Grabreliefs, Statuenköpfe und Büsten sowie eine Statuette des Silvanus.
Seinen Reisebericht widmete er Charles II. Die investierte Mühe wurde umgehend belohnt. Noch im selben Jahr wurde er am 1. September 1682 in Winchester zum Knight Bachelor geschlagen und führte fortan den Namenszusatz „Sir“. Um das Jahr 1683 wurde er ordiniert. In diesem Jahr bekam er den Grad eines Magister artium der Universität Oxford verliehen. Im Jahr darauf wurde er Domherr an der Durham Cathedral als Präbendar of the Second Stall.
Von 1685 bis 1702 war Wheler Vikar (Pfarrer) in Basingstoke. Während dieser Zeit veröffentlichte er 1689 ein kleines Buch über frühe Kirchen in Tyros, Jerusalem und Konstantinopel unter dem Titel An Account of the Churches, or Places of Assembly, of the Primitive Christians from the Churches of Tyre, Jerusalem, and Constantinople Described by Eusebius. Basierend auf der Lektüre von Eusebius unternahm er den Versuch, anhand seiner auf der Reise gewonnenen Kenntnisse früher Kirchenbauten deren Grundrisse zu rekonstruieren – eines der frühen Werke zum Themengebiet der Christlichen Archäologie. Als Ergebnis dieser Studie entwickelte er den Plan eines idealen christlichen Kirchenbaus. Auf dessen Grundlage hätte seines Erachtens etwa der religiösen Minderheit der Dissenter, der 1689 im Rahmen des Toleration Act eine eingeschränkte Religionsfreiheit eingeräumt worden war, eine Teilnahme an gemeinschaftlichen Gottesdiensten ermöglicht werden können. Sein anhaltendes Griechenlandinteresse und seine Zuneigung den Griechen gegenüber zeigten sich 1693, als er das letztlich gescheiterte Vorhaben unterstützte, Stipendien für griechische Studenten am katholisch geprägten College Gloucester Hall in Oxford zu stiften.
Um das Jahr 1690 nahm George Wheler das Unternehmen in Angriff, seinen Mietern in Spitalfields eine Kapelle zu bauen. Für die Anhänger der Church of England gab es zu dieser Zeit keine Möglichkeit zum Gottesdienst in Spitalfields und Wheler bot an, 500 £ für die Errichtung zu stiften, wenn die Bewohner dieselbe Summe aufbrächten. Als dies scheiterte, beschloss er zusammen mit dem Goldschmied Thomas Seymour, eine private Kirche auf eigene Kosten bauen zu lassen. Diese vermutlich aus Holz gefertigte und überwiegend von Wheler finanzierte Kapelle, die fast 500 Personen Platz bot, wurde am Weihnachtstag 1693 eingeweiht. Da die Bewohner die Bestuhlung und die Galerien bezahlt hatten, erwarteten sie, dass sie wie eine Pfarr- oder Filialkirche geführt würde, was eine Mitsprache der Gemeinde bei der Besetzung von Ämtern zur Folge gehabt hätte. Wheler jedoch sah sie als Privatkapelle und bestimmte über ihre Leitung. Daraufhin zog ein Teil der Gemeinde mit dem von Wheler entlassenen Pfarrer Luke Milbourne in andere Örtlichkeiten. Anscheinend wurde der Holzbau 1714 auf Kosten Whelers durch einen Ziegelbau ersetzt, der bereits 1728 in einem baufälligen Zustand gewesen sein muss.

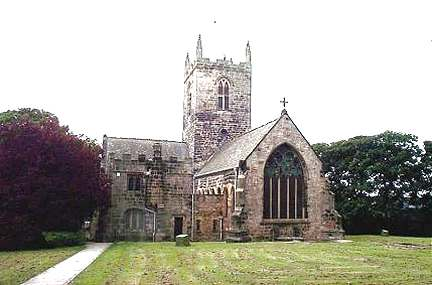
St Michael and All Angels in Houghton-le-Spring

Im Jahr 1698 brachte Wheler ein rund 350 Seiten starkes Oktavbändchen zum Druck. Unter dem Titel The Protestant Monastery; or Christian Oeconomicks, containing Directions for the Religious Conduct of a Family widmete er sich den Vorzügen des Klosterlebens und der Frage, wie man sie für die Führung einer Familie fruchtbar machen könne. Er vertrat die Ansicht, dass es einer gottesfürchtigen Nation wie der englischen zum Vorteil gereichen würde, das seit der Auflösung der englischen Klöster erloschene Klosterleben unter protestantischen Vorzeichen neu zu beleben. Unter dem Einfluss von Mary Astells A Serious Proposal dachte er in erster Linie an Frauenklöster. Frauen hätte auf diesem Weg – bei umfänglich zugestandener Freiheit, jederzeit und ohne die Gemeinschaft verlassen zu müssen, heiraten zu dürfen – ein Gott gefälliges Leben ermöglicht werden können. George Wheler war sich bewusst, dass die politische Situation eine solche Lösung nicht zuließ. Mit seinem Buch versuchte er, eine Anleitung zu geben, wie das klösterliche Frömmigkeitsideal auf die Familie übertragen werden könne. Im Gegensatz zu Mary Astell, die in diesem Zusammenhang die absolute Unabhängigkeit der Frau forderte, sah Wheler die Führungsrolle des Mannes als Hausvorstand als gottgegeben an. Darüber hinausgehende Ansätze Astells ignorierte er. Er unterschied in seinem Buch verschiedene Arten des Haushaltes nach wirtschaftlichen Grundlagen. Er wandte sich an Arbeiter – „als der Basis, auf der der Rest der hohen Pyramiden menschlicher Größe errichtet ist“ – und Händler, schließlich den landbesitzenden Adel, der von der Arbeit anderer Leute lebe. Das Buch erfuhr weite Verbreitung in England.
Anlässlich seines 50. Geburtstages verfasste er im Jahr 1701 eine Notitia … Geo. Wheleri Equitis et Presbyteri überschriebene Autobiographie, die sein Leben bis zum Aufbruch zur Reise umfasste. Unter dem Siglum MS 3286 wird das Manuskript in der Lambeth Palace Library aufbewahrt. Im Jahr 1702 wurde er zum Doktor der Theologie promoviert. 1706 erhielt er als Pfarrer die Pfarrei in Winston, 1709 schließlich die Pfarrei in Houghton-le-Spring, die er bis zu seinem Tod betreute. Hier gründete er eine Armenschule für Mädchen und baute das Armenhaus aus. Die letzten Verfügungen seines Testamentes stammen vom 4. September 1723.

### Tod und Nachlass

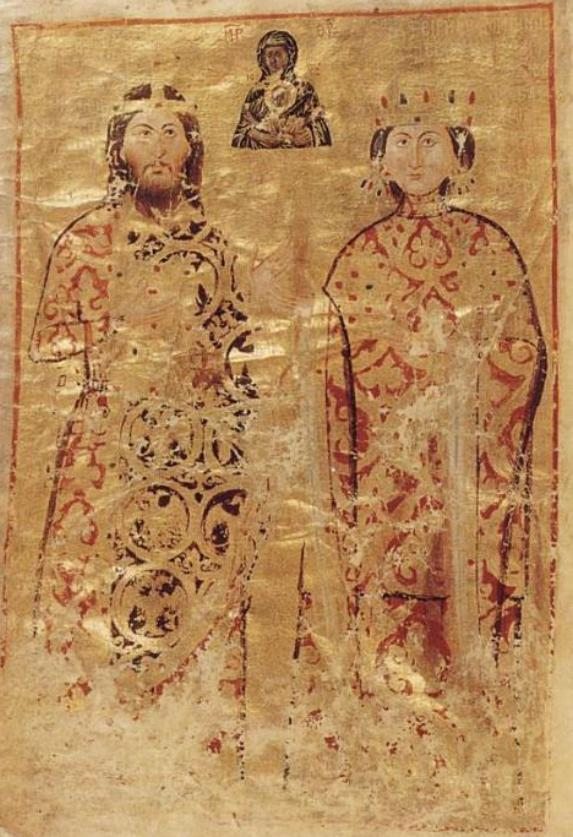
Illumination aus dem Lincoln College Typikon (folio 1v)

Georg Wheler starb am 15. Januar 1724 „neuen Stils“ und wurde in der Galiläa der Durham Cathedral bestattet. Auf eigenen Wunsch befindet sich sein Grab – wie die Gräber einiger seiner zuvor verstorbenen Kinder – so nah, wie es der Anstand ermöglichte, der Grablege des anglikanischen Heiligen Beda Venerabilis. Sein Sohn Granville Wheler errichtete dort ein Epitaph zu seinem Gedenken.
Dieses Marmormonument fasst in vierzig Zeilen die wichtigsten Lebensdaten George Whelers zusammen – Geburt in Breda, Ausbildung, Reise, Heirat, seine Verdienste um die anglikanische Kirche. Der Tag der Grablegung war laut dem Register der Kathedrale von Durham der 23. Januar.
Zum Zeitpunkt seines Todes lebten von seinen 18 Kindern noch zwei Söhne und sechs Töchter. Haupterbe war sein älterer Sohn George, während der jüngere Sohn Granville seine theologischen Bücher und die Ausgaben klassischer Autoren bekam. Über dreißig, teils kostbare Handschriften erhielt das Lincoln College.
Darunter befand sich das sogenannte Lincoln College Typikon, eine Anfang des 14. Jahrhunderts erstellte Stiftungsurkunde für das Bebaia-Elpis-Kloster in Konstantinopel. Die wertvolle Handschrift ist auf den ersten zwölf Blättern illuminiert und zeigt auf ganzseitigen Bildern die außergewöhnlich qualitätvollen Porträts der Klostergründerin Theodora Palaiologina Synadene, ihrer Eltern Konstantin Palaiologos und Irene Komnene Laskarina Branaina sowie weiterer Familienmitglieder. Wheler hatte die Handschrift in Athen erworben. Sie wird heute unter dem Siglum Lincoln College Cod. gr. 35 in der Bodleian Library in Oxford aufbewahrt.
Unter den im Lincoln College aufbewahrten Handschriften aus dem Nachlass befinden sich Codices des Neuen Testaments aus dem 11. Jahrhundert, etwa die Minuskeln 68 und 95 sowie das Lektionar 3. Sie wurden von John Mill, einem Pionier der Textkritik des Neuen Testaments, untersucht, der die Minuskeln als Wheeleri 1 und 2 für sein Novum Testamentum Graecum, cum lectionibus variantibus MSS aus dem Jahr 1707 heranzog.
Die in vier Bänden gesammelten, getrockneten und gepressten Pflanzen Whelers bekam ebenfalls die Universität Oxford. Seine Münzsammlung vermachte er dem Kapitel von Durham; sie wird heute in der Durham Cathedral Library, die Teile der Korrespondenz Whelers besitzt, aufbewahrt.

## Reise

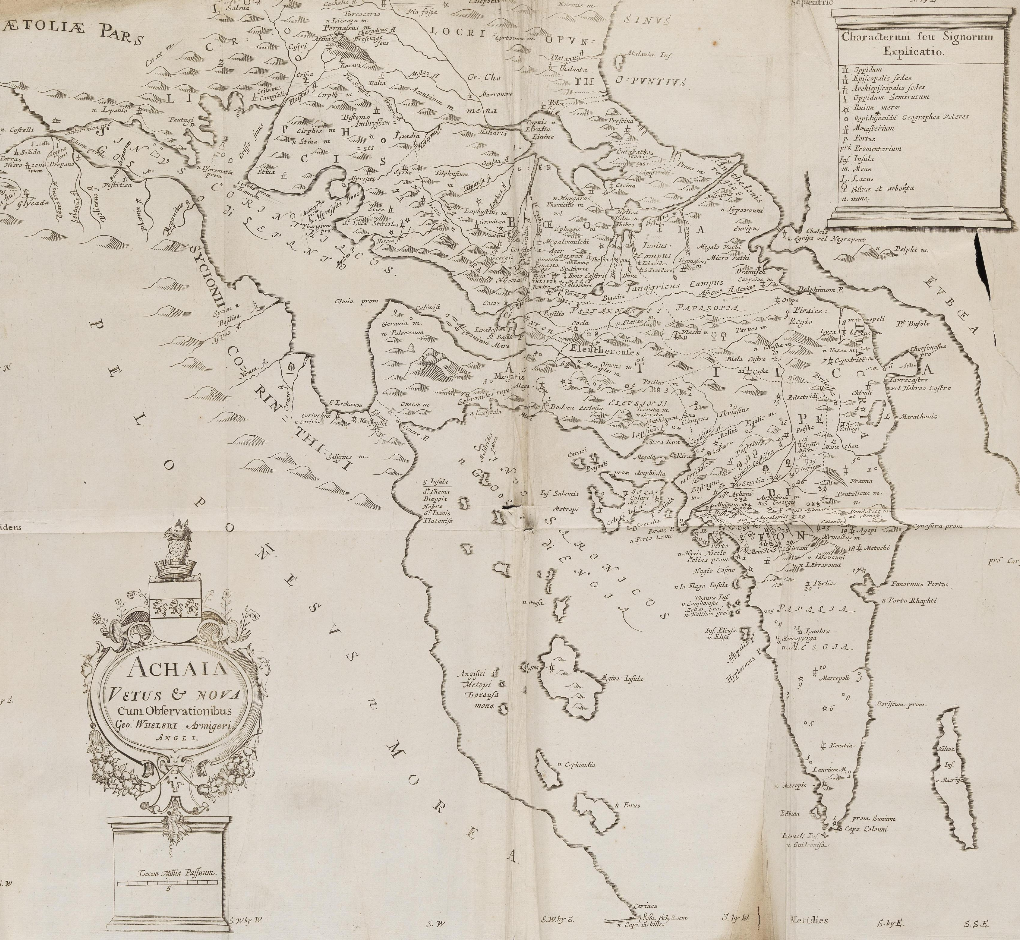
George Whelers Karte von Achaia

Am 15. Oktober 1673 schifften sich George Hickes und George Wheler in Dover zur Grand Tour ein und verließen England. Die Reise führte in den ersten beiden Jahren zunächst nach Frankreich, wo ihn Hickes in Marseille verließ, und in die Schweiz, schließlich nach Italien. In Rom traf Wheler im Frühling 1675 auf den französischen Arzt und Antiquar Jacob Spon. Der aus Lyon stammende Spon, ein passionierter Sammler antiker Inschriften und begeisterter Altertumsforscher, hatte bereits 1674 eine Relation de l’etat present de la ville d’Athenes veröffentlicht, einen 1672 verfassten Bericht des Jesuiten Jaques-Paul Babin über eine wenige Jahre zuvor unternommene Reise nach Athen.
Babin war im Gefolge des französischen Botschafters in Konstantinopel, Charles Marie François Olier, Marquis de Nointel, nach Griechenland gereist – ein Unternehmen, das erst zu dieser Zeit möglich wurde. Im Jahr 1669 hatte der 25-jährige Krieg um Kreta zwischen der Republik Venedig und dem siegreichen Osmanischen Reich um die Vorherrschaft über die Ägäis geendet und der Sultan gestattete dem französischen Botschafter die Reise. Mit Babins Bericht lag eine der ersten neuzeitlichen, auf eigener Anschauung beruhenden Beschreibungen Athens vor. Zuvor hatten lediglich Louis Deshayes im Jahr 1632 und sieur du Loir 1654 als Augenzeugen knappe Berichte über Athen veröffentlicht. Die Antiquare und Altertumsforscher, deren Blick bis dahin auf Rom und Konstantinopel konzentriert war, wurden eines neuen, in ihrer Vorstellung ursprünglicheren Zieles gewahr.
Spon und Wheler beschlossen, ebenfalls nach Griechenland, wenigstens bis Athen zu reisen, die Beschreibungen Babins vor Ort zu überprüfen und eigene Forschungen anzustellen. Es war die erste unter rein archäologischen Interessen ins Auge gefasste Reise nach Athen. Sie begaben sich nach Venedig, um sich für die Passage nach Konstantinopel einzuschiffen. Wheler übernahm die Finanzierung. In Venedig stießen zwei weitere englische Reisende zu dem Unternehmen: der Astronom und Mathematiker Francis Vernon sowie Sir Giles Eastcourt. Zu dieser Zeit war von George Guillet de Saint-George ein neues Werk über Athen erschienen: Athènes ancienne et nouvelle. Dem Buch lag zwar keine eigene Anschauung oder Kenntnis Athens zugrunde, es umfasste vielmehr Berichte eines fiktiven Bruders des Verfassers namens de la Guilletière, doch war ihm großer Erfolg beschieden, und es erreichte innerhalb weniger Jahre vier Auflagen. Auch dieses neue Werk sollte nach dem Willen Spons einer kritischen Überprüfung vor Ort unterzogen werden.

### Von Venedig nach Konstantinopel
Am 20. Juni 1675 schiffte sich die Gruppe in Venedig nach Dalmatien ein. Man nutzte die Gelegenheit, die Fahrt auf der Galeere Il Hercule in cunea anzutreten, einem von zwei Schiffen, die Giovanni Morosini als neuen Bailò nach Konstantinopel bringen sollten. Am nächsten Tag erreichte man die kleine, von Franziskanern bewohnte Insel St. Andrea bei Rovinj, und George Wheler begann mit seinen botanischen Studien. Nächster Halt war Pola, von dem Wheler ausführliche Beschreibungen, ergänzt um Zeichnungen des Augustustempels, des Sergierbogens und des Amphitheaters, bietet. Der Küste weiter Richtung Süden folgend, verlief die Reise schleppend. Über Zara erreichte man Split. Tagesausflüge nutzte man, um etwa Klis zu besichtigen. In Split entschied der Botschafter wegen der Strapazen der Seereise, den Landweg zu benutzen. Doch waren die Schiffe gehalten, Präsente und persönliche Gegenstände wenigstens nach Korkyra, einer der letzten venezianischen Besitzungen auf dem Weg, zu transportieren. Über Korkyra, Kephalonia und Arta gelangte man nach Zante, das ein wichtiger Außenposten Venedigs, zudem eine englische Handelsstation mit einem englischen Konsul war.
In Zante trennte sich die Reisegruppe. Während Vernon und Eastcourt, das Buch Guillets in der Tasche, zu Lande direkt nach Athen weiterreisten, segelten Spon und Wheler über Delos, das intensiv untersucht wurde, und andere Inseln des Archipelagus die kleinasiatische Westküste entlang nach Konstantinopel, das sie nach weiteren Ankerungen etwa in Callipolis, Lampsakos und Herakleia/Perinthos am 13. September 1675 erreichten.

### Konstantinopel und Kleinasien

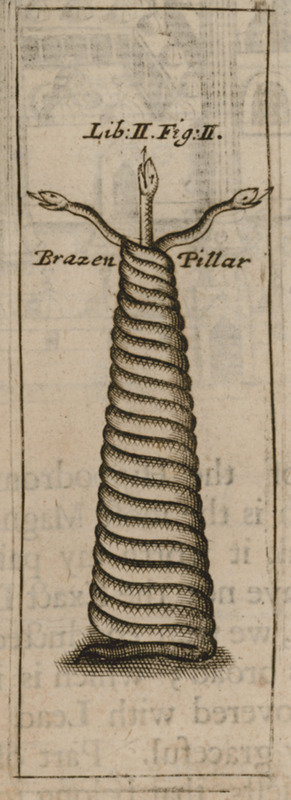
Schlangensäule

Konstantinopel wurde ausführlichst untersucht und beschrieben. Merkwürdig kam Wheler ein Monument vor, das er nicht recht zu interpretieren wusste: Die bronzene Schlangensäule, die einst Konstantin der Große aus Delphi hatte nach Konstantinopel bringen lassen. Wheler fertigte neben der Beschreibung auch eine Zeichnung an, die die Säule noch intakt mit ihren drei Schlangenköpfen zeigt. Sie traten mit dem französischen Botschafter, dem Marquis de Nointel, in Kontakt und studierten dessen vor Ort angefertigte Unterlagen und Gemälde von Athen sowie die von seinen Reisen nach Griechenland und zu den ägäischen Inseln mitgebrachten Skulpturen, Inschriften und Reliefs. Bei Ausflügen ins Umland folgten sie den Aquädukten der Stadt, sie besuchten die sogenannte Säule des Pompeius am Eingang des Schwarzen Meeres und Chalkedon, und Wheler widmete sich seinen Pflanzenstudien.
Für die Weiterreise zu ihrem eigentlichen Ziel planten sie zunächst, auf dem Landweg über Adrianopel durch Thrakien zum Berge Athos, weiter durch Makedonien und Böotien nach Athen zu gelangen. Doch riet der englische Botschafter dringend von diesem Versuch ab, der wegen der in Thrakien herrschenden Pest nur durch ein Wunder hätte lebend überstanden werden können. Zufällig bot sich die Gelegenheit, mit einer Gruppe englischer Händler nach Smyrna zu reisen, und so stachen George Wheler und Jacob Spon am 6. Oktober 1675 Richtung Apameia in See, von wo es zu Land weitergehen sollte.
Einer der besuchten Orte auf dem Weg war Bursa, wo Wheler als erster die 1694 in England eingeführte Trauerweide beschrieb. Weiter auf dem Landweg erreichten sie Thyatira, Magnesia am Mäander, Ende Oktober schließlich Smyrna, Anlass für Wheler, auf die Handelskonkurrenz zwischen Holländern, Engländern, Venezianern und Franzosen einzugehen, die alle mit Konsuln in Smyrna vertreten waren. Die zahlreichen Chamäleons der Gegend boten Gelegenheit zu einer eingehenden, mehrseitigen Beschreibung ihrer Formen, Bewegungen und Farbwechsel. Da alle Schiffe, die sie nach Griechenland hätten bringen können, noch nicht bereit zum Auslaufen waren, nutzten Spon und Wheler die Zeit für einen Ausflug nach Ephesos und weiter nach Pergamon – the Seat of Satan, wie Wheler in Anspielung auf die Offenbarung des Johannes (Offb 2,13 ) vermerkt, um über die Strafe Gottes, die sich ihm in den zerstörten und heruntergekommenen Kirchen zeigte, zu sinnieren. Bei Palathsa, dem heutigen Balat nahe der antiken Stadt Milet in der türkischen Provinz Aydın, beschäftigten sie sich mit dem Verlauf des Großen Mäander. Von Mylasa, das die beiden mit als erstes untersuchten, publizierte Wheler gute Zeichnungen des Augustus-Tempels und der Menandros-Säule.
Nach der Besichtigung vieler weiterer Orte gingen sie, nicht ohne Empfehlungsschreiben des Botschafters de Nointel, am 17. November an Bord der Dartmouth, Wheler im Rang eines Lieutnants, da der eigentliche Mann für den Posten krankheitsbedingt nicht an Bord war. Die winterliche Überfahrt gestaltete sich schwierig und man glaubte schon, zwei Schiffe verloren zu haben. Bei der Ankunft in Zante, Heiligabend 1675, den die Griechen, wie Wheler vermerkt, ebenso wie die Engländer als Feiertag achteten, traf man sie jedoch wieder. Sie hatten die Überfahrt fünfzehn Tage schneller bewältigt.

### Griechenland

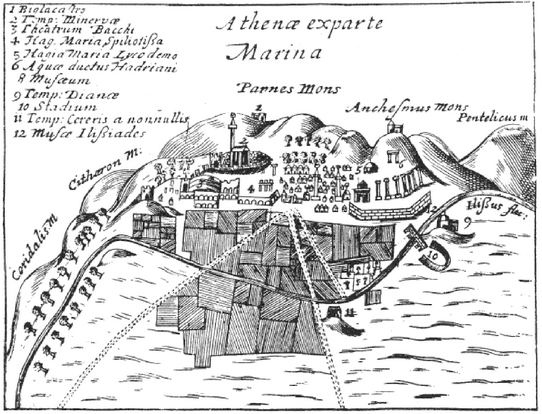
Ansicht von Athen

Von Zante aus reiste man nach Patras, weiter nach Lepanto, wo Wheler und Spon am 1. Januar 1676 ankamen. Im Golf von Korinth fingen sie einen Pelikan, den Wheler vermaß und beschrieb. Ein ungünstiger Wind verhinderte die Weiterreise bis zum 19. Januar, dann konnte die Überfahrt nach Salona erfolgen. Von dort machten sie sich zu dem Dorf Kastri auf, dessen Lage sie mit der des antiken Delphi identifizierten. Sie gelten als erste, die seit Cyriacus von Ancona im Jahr 1436 Delphi besucht und erkannt hatten. Doch war ihnen Francis Vernon, der Delphi im September 1675 erreicht hatte, einige Monate zuvorgekommen. In Stiria gelangten sie erstmals an die Ostküste Attikas, ritten jedoch von dort zunächst nach Livadia, um am 27. Januar 1676 Athen, das eigentliche Ziel ihrer Unternehmung, zu erreichen.
Dort widmeten sie sich einen Monat lang Athen, wo nach einer kurz zuvor durchgeführten Zählung etwa 8.000–10.000 Einwohner lebten. Spon und Wheler konnten vor Ort zahlreiche Fehler im Buch von Guillet de Saint-George nachweisen. Schon Francis Vernon, der bereits im August Athen erforscht und Griechenland im Oktober wieder verlassen hatte, warnte in einem Brief an die Royal Society die gelehrte Welt vor den Fiktionen Guillet de Saint-Georges. Im Jahr darauf wurde Vernon nahe Isfahan in Persien ermordet, Eastcourt war hingegen schon 1675 erkrankt und auf dem Weg nach Delphi in Vitrinitsa gestorben.
Spon und Wheler untersuchten von Athen aus in teils ausgedehnten, mehrtägigen Ausflügen Attika und dessen nähere Umgebung. Im Piräus sahen sie noch die Löwenstatue, die 1688 als Kriegsbeute nach Venedig gelangte und dort vor dem Arsenal aufgestellt wurde. Am 5. Februar brachen sie über Eleusis, Megara und den Isthmos nach Korinth, von dort nach Sikyon auf. Weitere Ausflüge führten etwa zum weithin sichtbaren Poseidontempel von Kap Sounion. Der Euripos gab Wheler Gelegenheit, sich intensiv mit den Erscheinungen von Ebbe und Flut auseinanderzusetzen, da die Meerenge für ihre ungewöhnlichen Gezeitenströme bekannt ist.
Als sie in Turkochorio, einer türkischen Neugründung an der Stelle des antiken Elateia, erfuhren, dass ein Weiterkommen durch die Berge wegen der Schneemengen unmöglich sei und diese Witterung für die nächsten vier bis sechs Wochen anhalten sollte, entschied sich Jacob Spon, die Reise abzubrechen. Er begab sich auf dem schnellsten Wege über Zante nach Venedig und in die Heimat. Da Wheler eine Rückreise mit dem Schiff um diese Jahreszeit fürchtete, trennten sich die Reisenden am 9. März 1676 und George Wheler blieb allein in Turkochorio zurück, von wo er Richtung Osten nach Kalapodi reiste.
Während Spon mit dem Schiff nach Venedig zurückkehrte, besuchte Wheler noch die Kopaïs, widmete sich dem Helikon und Livadia, bevor er über Hosios Lukas nach Aspra Spitia gelangte, um sich am 20. April 1676 nach Italien einzuschiffen. Am 15. November 1676 kam George Wheler wieder im englischen Canterbury an.
Von seiner Reise brachte er neben Inschriften und Marmorskulpturen einige in Europa bis dahin unbekannte Pflanzen mit und vermachte Exemplare den englischen Botanikern John Ray, Robert Morison und Leonard Plukenet. Zu den von ihm eingeführten Pflanzen zählt das Großkelchige Johanniskraut, das in England bis ins 19. Jahrhundert auch unter dem Namen Sir George Wheler’s Tutsan bekannt war.

## A Journey into Greece

### Anlass

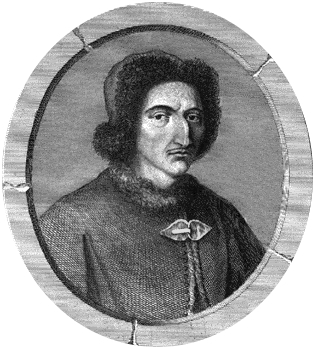
Jacob Spon

Jacob Spon veröffentlichte bereits 1678 seine drei Bände des Voyage d’Italie, de Dalmatie, de Grèce et du Levant, fait aux années 1675 et 1676 und nannte George Wheler, den Finanzier der Unternehmung, gleichberechtigt als Autor. Dem Werk war ein großer Erfolg beschieden, ein erster Nachdruck erfolgte 1679 in Amsterdam, 1681 kam in Nürnberg eine deutsche Übersetzung zum Druck. George Wheler erfuhr, dass eine englische Übersetzung vorbereitet wurde, die bereits im Winter 1678/79 erscheinen sollte.
Auch wenn sich Wheler durch die Nennung seines Namens geehrt fühlte, wollte er dennoch nicht zulassen, dass in England ein Werk unter seinem Namen veröffentlicht würde, das nicht seiner Feder entsprungen war. Ein Abgleich des Sponschen Werkes mit seinen eigenen Aufzeichnungen brachte ihn zu dem Ergebnis, selbst genügend mitteilen zu können, was Spon vernachlässigt hatte, um ein eigenes Buch über die gemeinsame Reise zu verfassen. Eine englische Übersetzung des Voyage d’Italie,… wusste er zu verhindern, die Ehre der Namensnennung gab er jedoch zurück, indem er seinen 1682 veröffentlichten Bericht A Journey into Greece, by George Wheler Esq; In Company of Dr Spon of Lyons betitelte. Eine französische Übersetzung, in der zahlreiche kleine Fehler der englischen Erstausgabe korrigiert wurden, erschien 1689 in Amsterdam und erfuhr 1723 einen Nachdruck in Den Haag. Gleichwohl sah Spon den Ablauf etwas anders. Laut Spon hatte Wheler angeboten, von dem Voyage eine englische Übersetzung anzufertigen, allerdings unter der Prämisse, dass Whelers Name als erster genannt würde. Dies wiederum lehnte Spon mit Hinweis auf ihr Lehrer-Schüler-Verhältnis in antiquarischen Fragen ab.
Spon nutzte sein Werk vor allem als Streitschrift gegen George Guillet de Saint-George, um dessen Darstellungen richtigzustellen, was Reaktion und Gegenreaktion auslöste. Wheler verfolgte in erster Linie das Ziel, seine Reise als die eines christlichen Reisenden darzustellen und die Wunder der Schöpfung zu preisen. Immer wieder reflektierte er über Aufstieg und Niedergang der Kulturen als Wirken Gottes. Von daher vertritt sein Werk Aspekte der im 17. Jahrhundert besonders verbreiteten Erbauungsliteratur. Spürbar wird der Einfluss seines Tutors George Hickes, des späteren Suffraganbischofs von Theford der Non-juring Church, der Whelers religiöse Weltsicht maßgeblich geprägt und ihn in seinen naturkundlichen Studien bestärkt hatte.

### Inhalt

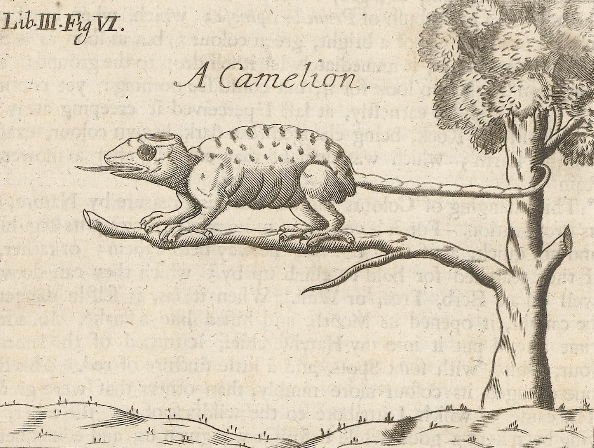
A Camelion von George Wheler

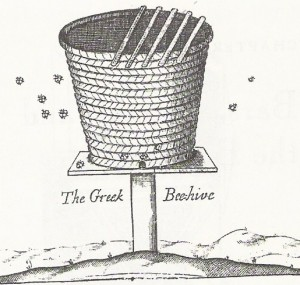
Der griechische Bienenkorb

Wheler gliederte sein Werk in sechs Bücher, die die wichtigsten Stationen der Reise widerspiegeln – 1. Von Venedig nach Konstantinopel; 2. Beschreibung Konstantinopels; 3. Kleinasien; 4. Von Zante nach Athen; 5. Beschreibung Athens; 6. Attika, Korinth, Böotien. Für damalige Verhältnisse machte er umfangreichen Gebrauch von Münzabbildungen und Zeichnungen der Altertümer.
Sein während der Reise entdecktes Interesse an Kartographie ließ ihn seinem Werk eine Karte von Achaia beigeben, die er als eine der wichtigsten Neuerungen gegenüber der Reisebeschreibung Spons ansah. Unter Achaia verstand Wheler nicht die historische Landschaft im modernen Sinne, sondern das griechische Mutterland, wie es sich in der römischen Provinz Achaea manifestierte, im Fürstentum Achaia und im Herzogtum Athen aufgegangen und soweit es von Wheler und Spon bereist worden war. Da sie viel Zeit für die Erforschung Attikas verwandt hatten, erscheint der entsprechende Kartenausschnitt überproportional groß.
Über viele Seiten seines Vorwortes beschrieb Wheler die Grundlagen dieser Karte, die Ermittlung der Breitengrade, der Distanzen und die Probleme der mathematischen Abstraktion, die mit der Übertragung geographischer Daten auf ein zweidimensionales Medium verbunden waren. Zum Teil konnte er sich auf die Hilfe Francis Vernons stützen. Noch im Vorwort des Herausgebers zur Ausgabe von 1723 wird der Wert der Karte hervorgehoben.
Weniger detailreich ist Whelers Karte von Athen. Während Spon in der Legende zu seiner Athenkarte 50 einzelne Objekte und Bauten namentlich vermerkte, kam Whelers Karte nur auf 12, was die unterschiedlichen Interessenlagen unterstreicht.
George Wheler trat seine Reise im Gegensatz zu Spon nicht als Griechenlandbegeisterter und nicht als gelehrter Antiquar an. Für ihn war sie Teil seiner Bildungsreise. Sich bewusst, dass Spon der bessere und gebildetere Antiquar war, betont Wheler in seinem Vorwort, für seinen Bericht dasjenige, was er selbst in seinen Aufzeichnungen nicht genügend berücksichtigt hatte, von Spon übernommen und um das ergänzt zu haben, was Spon in seinen Augen wiederum nicht recht gewürdigt hatte.
Sein eigenständiger Blick bewahrte Wheler davor, in seinen Beschreibungen allzu idealisierte Zustände zu rekonstruieren. Er beschrieb, was er gesehen hatte, im Fall der Akropolis das bunte Nebeneinander der vorgefundenen Bauten und Reste durch alle Jahrhunderte inklusive der türkischen Einrichtungen. Seine Ausführungen und seine Zeichnungen bieten Details, die dem antiquarischen Auge Spons entgangen waren oder die er keiner Erwähnung für Wert hielt, etwa die Tatsache, dass das Erechtheion auf der Athener Akropolis als Serail für die Frauen des dort lebenden Türken genutzt wurde. Zugleich war seine Sicht ganz unpathetisch. Die Größe Athens war ihm nur noch eine Erzählung in der Reisebeschreibung des Pausanias, mit dem in der Hand Spon und Wheler Griechenland erkundeten.
Der besondere Wert seiner Darstellung zeigt sich in der Beschreibung naturkundlicher Erscheinungen und der zu seiner Zeit herrschenden Sitten und Kulturäußerungen. So beschäftigte er sich mit Fragen, die der Beziehung zwischen Alt- und Neugriechisch galten und denen er in einem eigenen Abschnitt seiner Beschreibung Athens nachging.
Umfangreich ging er auf die Pflanzenwelt der verschiedenen Orte ein. Mehrere hundert Pflanzen hat er in seinem Bericht vermerkt und bisweilen als erster beschrieben. Bei der Beschreibung des Hymettos ließ sich Wheler über zwei Seiten zur dortigen Bienenzucht, zu Honig und der Form der Bienenkörbe aus. Er lieferte die erste Beschreibung einer Oberträgerbeute und nimmt hiermit einen Platz in der Geschichte der Bienenzucht ein. Spon widmete dem Gegenstand und der Landschaft des Hymettos hingegen nur wenige Sätze, da es keine Altertümer mitzuteilen gab. In all dem präsentiert sich Wheler als um Exaktheit bemühter Naturforscher. In seinem Vorwort weist er darauf hin, dass die von ihm gegebenen Fußmaße dem französischen Fuß entsprechen, da er keinen englischen zur Verfügung hatte. Der französische aber sei um ein halbes Inch größer. Über exakte Beschreibung und Vermaßung versuchte er, sein eingestandenes Unvermögen auszugleichen, etwa den Parthenon angemessen in Worten zu beschreiben.

### Stellung und Wirkung

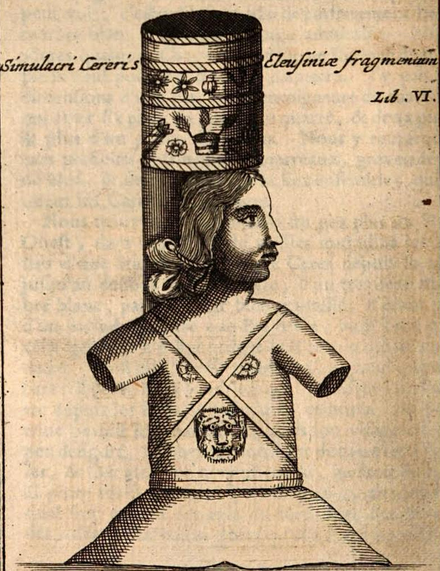
„Ceres“ von Eleusis nach George Wheler

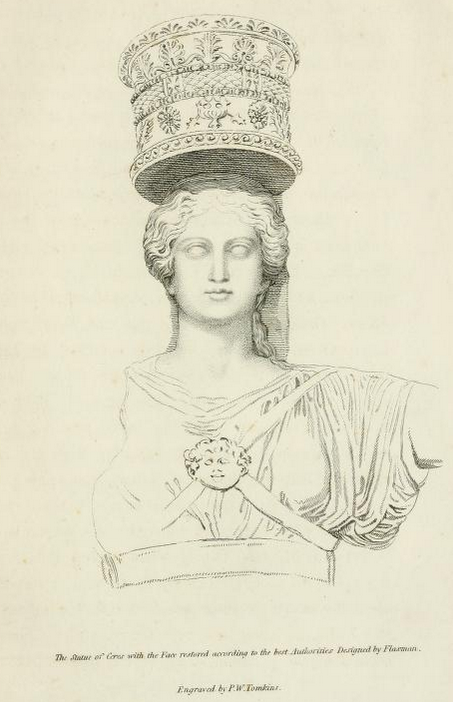
„Ceres“ von Eleusis nach Peltro William Tomkins bei Edward Daniel Clarke (1809)

Die Werke Spons und Whelers über ihre gemeinsame Reise waren bis in die Mitte des 18. Jahrhunderts die maßgeblichen Publikationen zu Griechenland, insbesondere zu Athen. Sie bewiesen, dass Athen immer noch bestand und bewohnt war. Dies war bis dahin nicht allgemein zur Kenntnis genommen, einige Jahrzehnte zuvor sogar geleugnet worden. Dabei gab es in Athen mit dem aus Lyon stammenden Jean Giraud einen Konsul, der zunächst in französischen, dann in englischen Diensten stand, als Spon und Wheler dort eintrafen. Zudem widerlegten ihre Berichte, besonders die Werke Spons, wenigstens zum Teil die Beschreibungen von George Guillet de Saint-George. Mit Beginn des Großen Türkenkrieges im Jahr 1683 und dem sich anschließenden venezianisch-österreichischen Türkenkrieg schloss sich das schmale Zeitfenster, in dem derlei Reisen möglich waren. Zwar gab es weitere Zeichnungen und Berichte zu Athen, etwa die 1685 unter der Leitung des Étienne Gravier, Marquis d’Ortières, gemachten Aufnahmen französischer Ingenieure und einige im Rahmen der venezianischen Expedition 1687 angefertigte Ansichten. Erst die epochalen, von 1751 bis 1754 angefertigten Stiche in The Antiquities of Athens von James Stuart und Nicholas Revett aus dem Jahr 1762 lösten Spons und Whelers Beschreibungen ab.
Dem Werk Whelers wird allerdings ein geringerer Stellenwert eingeräumt. Allgemein wird ihm vorgeworfen, nur bei Spon abgeschrieben, ihn „ausgeschrieben“ zu haben. Das diesbezüglich tradierte Vorurteil weicht mittlerweile einer differenzierteren Sicht. Wo Wheler zu antiquarischen Fragen eine eigene Interpretation des Gesehenen gab, waren seine Schlussfolgerungen oft nicht von Bestand. Wenn er der Rekonstruktion des Artemistempels in Ephesos durch Spon widersprach, lag er genauso falsch wie bei seiner ablehnenden Haltung zu Spons Lokalisierung von Halikarnassos. Andererseits hat er die Lage der Propyläen in Athen und des Areopags im Gegensatz zu Spon korrekt bestimmt. Seine Spekulationen über die Baugeschichte des Parthenon, seine Ungeübtheit im Umgang mit Altertümern führten zu einer vernichtenden, von Geringschätzung durchsetzten Beurteilung seines Werkes durch Léon de Laborde. Auf fünfzehn Seiten besprach Laborde 1854 das Werk Whelers sowie dessen Anteil an den Entdeckungen und Untersuchungen, ohne ihm den geringsten Wert einzuräumen: Wheler sei kein Archäologe, sei kein Hellenist gewesen und hätte nicht zwei Inschriften korrekt wiedergeben können. Demgegenüber erkannte Charles Beulé ein Jahr zuvor, dass Wheler das größere Feingefühl und die bessere Beobachtungsgabe besessen habe. Diesem Urteil schloss sich Ludwig Ross an, der Whelers Darstellungen zu Athen für systematischer geordnet und dessen Wahrnehmungen aufgrund der „unbefangenen Beobachtung des Thatsächlichen“ oft für korrekter hielt. Auch Adolf Michaelis fand 1871 Labordes Urteil zu hart.
Von diesen Bewertungen aus Sicht Klassischer Archäologen, insbesondere des 19. Jahrhunderts, wendet sich der Blick in jüngerer Zeit George Wheler in dem ihm eigenen Zeitkontext zu. Während Laborde noch forderte, dass der Griechenlandreisende sich einzig der Archäologie und Geschichte des Landes zu widmen habe, erkennt die Forschung heute an, dass hierfür die Zeit noch nicht gegeben war. Spon und Wheler standen erst am Anfang einer Tradition, die Griechenland unter rein archäologischen Gesichtspunkten bereiste, immer auf der Suche nach der zunehmend idealisierten, schließlich romantisch verklärten Antike. Engländer kannten zu dieser Zeit Griechenland überwiegend nur aus antiken Texten. Die wenigen Engländer, die vor Wheler die Gegend bereist hatten – etwa Fynes Moryson (1566–1630), William Biddulph (bl. 1600–1612), George Sandys (1577–1644) oder William Lithgow – streiften das Land lediglich auf ihrem Weg in die Levante. Was sie zu berichten wussten, galt dem Widerspruch, den sie zwischen der literarisch geprägten Erwartung und der erlebten Realität wahrnahmen. Das Griechenland ihrer Zeit war ihnen vor allem durch Verfall gekennzeichnet, die dort lebenden Griechen erkannten sie nicht als Nachfahren der antiken Griechen an.
Wheler hingegen widmete sich, wie Spon auf seine Art gleichermaßen, nicht allein dem vergangenen, sondern fast gleichwertig dem modernen Griechenland, seiner Bevölkerung und dem Land. Den bereits zu ihrer Zeit geführten Diskussionen über eine Befreiung Griechenlands standen sie positiv gegenüber. Sie erkannten als erste an, dass die traditionelle Bindung der griechischen Antike an das Abendland auf das moderne Griechenland ausgedehnt werden müsse. Wheler nahm mit seinem Interesse an den Pflanzen und Naturerscheinungen vorweg, was nach Carl von Linné selbstverständlich wurde: Die Vermittlung von Naturkenntnis an die gelehrte Welt in Europa durch die Reisenden. Zugleich vermittelte er als erster das in Griechenland erfahrbare Naturerlebnis und verband den von ihm wahrgenommenen Esprit der Griechen mit den begünstigenden klimatischen Verhältnissen.
George Wheler war es ein Anliegen, seine Leser nicht nur zu informieren, sondern auch im Sinne seiner christlich geprägten Weltsicht anzuleiten. Als Mitglied der Church of England war er – nach dem auch religiös motivierten, nicht allzu lang zurückliegenden englischen Bürgerkrieg – dankbar, in England geboren worden zu sein. Seine auf der Reise gemachten Erfahrungen überzeugten ihn davon, der „edelsten, reinsten und orthodoxesten Kirche der Welt“ anzugehören.
Für England blieb Whelers Bericht jahrzehntelang das Standardwerk für den Griechenlandreisenden. Selbst Richard Chandlers Travels in Greece aus dem Jahr 1776 bot an Landesinformationen keinen Ersatz – sein Bericht zu der von der Society of Dilettanti bezahlten Reise war streng an archäologischer Erkenntnis orientiert. Als der Naturforscher Edward Daniel Clarke 1801 Griechenland bereiste, fand er in Eleusis ein ihm von der Lektüre Whelers bekanntes kolossales Statuenfragment. George Wheler hatte es als erster beschrieben, als Kultstatue der Ceres, das heißt Demeter gedeutet und nicht ausgeschlossen, dass es von Praxiteles stammte. Clarke glaubte, dieses Stück für England erwerben zu müssen, traf aber auf erbitterten Widerstand der Bevölkerung, die die Fruchtbarkeit ihrer Felder an die Anwesenheit der Statue geknüpft sah. Mit Waffengewalt wurde das schwere, 2,09 Meter hohe Fragment abtransportiert und nach England verschifft. Seit 1865 befindet es sich unter der Inventar-Nummer GR.1.1865 im Besitz des Fitzwilliam-Museums der Universität Cambridge. Heutzutage wird es als Teil einer der beiden Karyatiden der nach 50 v. Chr. von Appius Claudius Pulcher errichteten Kleinen Propyläen von Eleusis interpretiert.
Noch 1813 konnte der Reiseschriftsteller Frederick S. N. Douglas festhalten, dass Whelers Bericht die besten Informationen über Griechenland in englischer Sprache biete.

## Werke
- A Journey into Greece, by George Wheler Esq; In Company of Dr Spon of Lyons. Cademan, Kettlewell, and Churchill, London 1682 (Digitalisat).
- An Account of the Churches, or Places of Assembly, of the Primitive Christians from the Churches of Tyre, Jerusalem, and Constantinople Described by Eusebius. London 1689 (Online).
- The Protestant Monastery; or Christian Oeconomicks, containing Directions for the Religious Conduct of a Family. [London] 1698 (Google Books).